# Fatala
De Fatala, ook bekend als de Pongo, is een rivier in Guinee die ontspringt op de hoogvlakte van Fouta Djalon ten westen van Télimélé. De rivier stroomt in zuidwestelijke richting en mondt voorbij Boffa uit in de Atlantische Oceaan. In Boffa werd in 2004 een 125 meter lange brug geopend die de rivier overspant.
- Virtual International Authority File: 146323185